# Elettroceutica
Elettroceutica è un termine, apparso in un articolo su Nature nel 2013 , che copre tutto il campo della medicina bioelettronica in cui si fa uso di stimolazioni elettriche per influire e modificare le funzioni del corpo umano.
Impianti neurali clinici come gli impianti cocleari per ripristinare l'udito, impianti retinici per ripristinare la vista, stimolatori del midollo spinale per alleviare il dolore o pacemaker cardiaci e defibrillatori cardiaci impiantabili sono esempi di possibili applicazioni.
Il World Economic Forum nel 2018 ha riconosciuto l'elettroceutica tra le dieci tecnologie emergenti.
Come tutte le tecnologie innovative, considerato l'ampio ventaglio di applicazioni non esenti da controindicazioni di carattere medico ma anche etico, sussiste un vuoto normativo.

## Imprese
GlaxoSmithKline e Verily, spin off di Google, hanno creato Galvani Bioelectronics, joint venture di 700 milioni di dollari con un piano settennale in questo campo di ricerca.
L'imprenditore Elon Musk  ha fondato la startup Neuralink per sviluppare neurotecnologie impiantabili.